# Бікіш (комуна)
Бікіш (рум. Bichiș) — комуна у повіті Муреш в Румунії. До складу комуни входять такі села (дані про населення за 2002 рік):
- Бікіш (288 осіб) — адміністративний центр комуни
- Гимбуц (187 осіб)
- Нандра (151 особа)
- Озд (413 осіб)

Комуна розташована на відстані 266 км на північний захід від Бухареста, 40 км на південний захід від Тиргу-Муреша, 58 км на південний схід від Клуж-Напоки, 141 км на північний захід від Брашова.

## Населення
За даними перепису населення 2002 року у комуні проживали 1039 осіб.
Національний склад населення комуни:
| Національність | Кількість осіб | Відсоток |
| -------------- | -------------- | -------- |
| угорці         | 644            | 62,0%    |
| румуни         | 286            | 27,5%    |
| цигани         | 109            | 10,5%    |

Рідною мовою назвали:
| Мова      | Кількість осіб | Відсоток |
| --------- | -------------- | -------- |
| угорська  | 649            | 62,5%    |
| румунська | 336            | 32,3%    |
| циганська | 54             | 5,2%     |

Склад населення комуни за віросповіданням:
| Релігія            | Кількість осіб | Відсоток |
| ------------------ | -------------- | -------- |
| реформати          | 607            | 58,4%    |
| православні        | 363            | 34,9%    |
| греко-католики     | 22             | 2,1%     |
| римо-католики      | 10             | 1,0%     |
| адвентисти         | 7              | 0,7%     |
| п'ятдесятники      | 2              | 0,2%     |
| не релігійні       | 1              | 0,1%     |
| не вказали релігію | 4              | 0,4%     |